# Административное деление Сальвадора
Территориальное деление Сальвадора представляет собой унитарную республиканскую систему, которая закреплена в Конституции республики, в статье 84 раздела III, где объясняется суверенная территория страны в воздухе, в море, на прилегающих островах и на суше, а также в статьях главы VI раздела VI, где устанавливаются основы административного деления страны.
В соответствии со статьями 200 и 202 Конституции Республики, первичная организация страны состоит в разделении на четырнадцать департаментов для политического управления, которые возглавляются губернатором, назначаемым Президентом Республики. Каждый департамент далее подразделяется на муниципалитеты, которых в общей сложности (на момент вступления в силу «Специального закона о муниципальной реструктуризации 2023 года») насчитывается 44, и которые управляются собственным муниципальным советом, напрямую избираемым каждые три года гражданами, зарегистрированными в соответствующем муниципальном округе. Муниципалитеты, в свою очередь, подразделяются на округи (всего 262), которые возглавляются главой или директором, назначаемым соответствующим муниципальным советом, и чьи руководящие принципы организации, функционирования и взаимоотношений с муниципалитетом также утверждаются соответствующим муниципальным советом.
Официально департаменты объединены в три географических региона, не имеющих собственного политического управления:
- Западный регион
  - Ауачапан
  - Санта-Ана
  - Сонсонате
- Центральный регион
  - Ла-Либертад
  - Чалатенанго
  - Кускатлан
  - Сан-Сальвадор
  - Ла-Пас
  - Кабаньяс
  - Сан-Висенте
- Восточный регион
  - Усулутан
  - Сан-Мигель
  - Морасан
  - Ла-Уньон

|               |      |                 |                        | Площадь | Площадь | Площадь | Население (2013) | Население (2013) |
| Департамент   | Флаг | Дата основания  | Административный центр | км²     | №       | %       | 2007             | №                |
| ------------- | ---- | --------------- | ---------------------- | ------- | ------- | ------- | ---------------- | ---------------- |
| Ауачапан      |      | 9 февраля 1869  | Ауачапан               | 1240    | 08      | 5,9     | 333,406          | 07               |
| Кабаньяс      |      | 10 февраля 1873 | Сенсунтепеке           | 1104    | 12      | 5,7     | 164,945          | 14               |
| Кускатлан     |      | 22 мая 1835     | Кохутепеке             | 756     | 14      | 3,6     | 252,528          | 10               |
| Ла-Либертад   |      | 28 января 1865  | Санта-Текла            | 1653    | 06      | 7,9     | 747,662          | 02               |
| Ла-Пас        |      | 21 февраля 1852 | Сакатеколука           | 1224    | 10      | 5,8     | 328,221          | 08               |
| Ла-Уньон      |      | 22 июня 1865    | Ла-Уньон               | 2074    | 03      | 9,9     | 263,271          | 09               |
| Морасан       |      | 14 июля 1875    | Сан-Франциско Готера   | 1447    | 07      | 6,9     | 199,519          | 12               |
| Сан-Висенте   |      | 12 июня 1824    | Сан-Висенте            | 1184    | 11      | 5,7     | 174,561          | 13               |
| Сан-Мигель    |      | 22 июня 1865    | Сан-Мигель             | 2077    | 02      | 9,9     | 478,792          | 05               |
| Сан-Сальвадор |      | 12 июня 1824    | Сан-Сальвадор          | 886     | 13      | 4,2     | 1,740,847        | 01               |
| Санта-Ана     |      | 8 февраля 1855  | Санта-Ана              | 2023    | 04      | 9,6     | 572,081          | 03               |
| Сонсонате     |      | 12 июня 1824    | Сонсонате              | 1226    | 09      | 5,8     | 463,732          | 04               |
| Усулутан      |      | 22 июня 1865    | Усулутан               | 2130    | 01      | 10,1    | 366,040          | 06               |
| Чалатенанго   |      | 14 февраля 1855 | Чалатенанго            | 2017    | 05      | 9,6     | 204,808          | 11               |